# Buffy och vampyrerna (säsong 1)
Buffy och vampyrerna (säsong 1) sändes 1997. Dråparen Buffy Summers anländer till Sunnydale för att bekämpa vampyrer, demoner och ondskans krafter.

## Sammanfattning av säsongen
Buffy Summers och hennes mamma har flyttat till lilla Sunnydale i Kalifornien för att börja om på nytt efter att Buffy blivit relegerad från sin skola. Buffys öde som Dråparen var anledningen till att hon inte fick vara kvar på skolan i Los Angeles, och därför försöker hon att börja om på nytt, utan vampyrer. Men att vara den nya eleven är inte det enda som får Buffy att oroa sig. I skolans bibliotek jobbar Buffys nya Väktare Rupert Giles, som ska vara hennes handledare och medhjälpare. Giles berättar för henne att Sunnydale är placerat rakt ovanför Helvetesgapet, vilket gör att Sunnydale är ett centrum för vampyrer, demoner och ondska.
Under säsongen försöker Buffy efter bästa förmåga ignorera sitt kall. Hon försöker bli ledare för hejarklacken och träffa killar, som vilken annan vanlig tjej som helst, men det slutar med att hennes kall kommer emellan. Den dystra ensamhet vampyrdödandet leder till lättas dock av de två vänner hon tidigt träffar; den blyga datanörden Willow Rosenberg och den kärlekskranke pajasen Alexander "Xander" Harris. De två delar hennes hemlighet och i och med denna vetskap står de vid hennes sida i vått och torrt.
Till slut blir dock allting för mycket för Buffy. I säsongens sista avsnitt tillkännager hon att hon slutar. Hon vill inte längre acceptera sitt öde som Dråparen. Detta sker efter att hon fått veta att det i en profetia står skrivet att Dråparen ska möta Mästaren - det vill säga en mästarvampyr - och dö. I en känsloladdad scen bryter hon med Giles, vars innerliga vilja att hjälpa henne leder honom till att försöka ta hennes plats i döden. Men till slut förstår hon att hur stor personlig uppoffring det än är så måste hon försöka, eftersom det är hon och ingen annan som är Dråparen. Hon tar tillbaka sin plats som den som skall möta Mästaren, genom att slå Giles medvetslös. Kanske dör jag, säger hon, men kanske tar jag också Mästaren med mig i döden. Hon dör visserligen, men som den moderna hjältinna hon är låter hon sig inte hindras av det. Efter att Xander lyckats väcka henne till liv igen blir hon mer bestämd än någonsin och lyckas därför slutligen besegra Mästaren.
Skaparna ville inte bara ha en tjej som slåss mot monster, de ville fördjupa sig i de vardagliga svårigheterna i en tonårings liv. Det är inte bara vampyrer som har sin givna plats i serien, under säsongen slåss Buffy och hennes vännen mot en robot, en häxa, en insekt och en osynlig elev. Det är dock inte bara action som tar plats i serien, innan säsongens slut hinner Xander förälska sig i en insekt, Willow i en robot och Buffy i vampyren Angelus. Angelus var en av de mest hänsynslösa vampyrerna genom historien, men när han gav sig på en romsk kvinna drabbades han av en förbannelse - han fick en själ och därmed ett samvete. Efter att ha gömt sig i flera hundra år kommer han fram och kämpar för det goda under namnet Angel. Han ser det som sin uppgift att bistå Buffy i kampen mot ondskan och de blir under säsongen förälskade i varandra. Båda vet att förhållandet är dömt att misslyckas och försöker hålla sig ifrån varandra, men kärleken är för stark.

## Avsnittsguide
| Nr i serien | Nr i säsongen | Titel                                | Regissör             | Manus                                     | Sändningsdatum | Prod. kod | Tittarsiffror (miljoner) |
| --- | ------------- | ------------------------------------ | -------------------- | ----------------------------------------- | -------------- | --------- | ------------------------ |
| 1 | 1             | "Welcome to the Hellmouth"           | Charles Martin Smith | Joss Whedon                               | 10 mars 1997   | 4V01      | 4.8                      |
| Buffy träffar Willow, Xander, Cordelia, Angel och Giles när hon börjar i en ny skola. Senare i avsnittet tar Darla och en annan vampyr med sig Willow och Jesse (kompis till Xander) och det är upp till Buffy att rädda dem. |               |                                      |                      |                                           |                |           |                          |
| 2 | 2             | "The Harvest"                        | John T. Kretchmer    | Joss Whedon                               | 10 mars 1997   | 4V02      | 4.8                      |
| Första dagen i en ny skola. Buffy lider av mardrömmar. Den skumma bibliotekarien verkar veta en del om hennes förmågor. Det enda Buffy själv vill är att ha vänner och leva som en normal 16-åring. |               |                                      |                      |                                           |                |           |                          |
| 3 | 3             | "Witch"                              | Stephen Cragg        | Dana Reston                               | 17 mars 1997   | 4V03      | 4.6                      |
| Buffy vill vara med i skolans cheerleadinglag. Där träffar hon Amy som också vill vara med. Hennes mamma var skolans cheerleadingstjärna när hon var ung. |               |                                      |                      |                                           |                |           |                          |
| 4 | 4             | "Teacher's Pet"                      | Bruce Seth Green     | David Greenwalt                           | 24 mars 1997   | 4V04      | 3.0                      |
| 5 | 5             | "Never Kill a Boy on the First Date" | David Semel          | Rob Des Hotel Dean Batali                 | 31 mars 1997   | 4V05      | 4.0                      |
| 6 | 6             | "The Pack"                           | Bruce Seth Green     | Matt Kiene Joe Reinkemeyer                | 7 april 1997   | 4V06      | 3.6                      |
| 7 | 7             | "Angel"                              | Scott Brazil         | David Greenwalt                           | 14 april 1997  | 4V07      | 3.4                      |
| Mästaren sänder ut "DE TRE" efter Buffy. Tre hemska vampyrer som tar sitt eget liv om de misslyckas med att döda henne. Räddad av den snygge Angel, flyr de hem till Buffy. Där får Angel tillbringa natten och det slutar med att han kysser Buffy och visar sitt riktiga ansikte, vampyransiktet. Nu måste Buffy ta ett tufft beslut, ska hon döda mannen som hon börjar få starka känslor för? |               |                                      |                      |                                           |                |           |                          |
| 8 | 8             | "I, Robot... You, Jane"              | Stephen Posey        | Ashley Gable Thomas A. Swyden             | 28 april 1997  | 4V08      | 2.5                      |
| Willow träffar en kille som heter Malcolm på Internet. Hon gillar honom mer och mer. Men sen visar det sig att han är en demon. |               |                                      |                      |                                           |                |           |                          |
| 9 | 9             | "The Puppet Show"                    | Ellen S. Pressman    | Rob Des Hotel Dean Batali                 | 5 maj 1997     | 4V09      | 2.6                      |
| 10 | 10            | "Nightmares"                         | Bruce Seth Green     | Joss Whedon David Greenwalt               | 12 maj 1997    | 4V10      | 3.5                      |
| 11 | 11            | "Out of Mind, Out of Sight"          | Reza Badiyi          | Ashley Gable Thomas A. Swyden Joss Whedon | 19 maj 1997    | 4V11      | 3.4                      |
| En osynlig flicka terroriserar skolan. |               |                                      |                      |                                           |                |           |                          |
| 12 | 12            | "Prophecy Girl"                      | Joss Whedon          | Joss Whedon                               | 2 juni 1997    | 4V12      | 4.0                      |
| Buffy går för att möta Mästaren. Hon är den utvalda och har inget val egentligen, trots att hon hört profetian om att hon ska dö. |               |                                      |                      |                                           |                |           |                          |

## Hemvideoutgivningar
Hela säsongen utgavs på DVD i region 1 den 11 juni 2002.

### Fotnoter
1. 1 2  ”Nielsen ratings”. USA Today (Gannett Company):  s. D3. 10 mars 1997. Arkiverad från originalet den augusti 9, 2017. https://web.archive.org/web/20170809013822/http://anythingkiss.com/pi_feedback_challenge/Ratings/19970310-19970330_TVRatings.pdf. Läst 3 oktober 2015.
2. ↑  ”Nielsen ratings”. USA Today (Gannett Company):  s. D3. 17 mars 1997. Arkiverad från originalet den augusti 9, 2017. https://web.archive.org/web/20170809013822/http://anythingkiss.com/pi_feedback_challenge/Ratings/19970310-19970330_TVRatings.pdf. Läst 3 oktober 2015.
3. ↑  ”Nielsen ratings”. USA Today (Gannett Company):  s. D3. 24 mars 1997. Arkiverad från originalet den augusti 9, 2017. https://web.archive.org/web/20170809013822/http://anythingkiss.com/pi_feedback_challenge/Ratings/19970310-19970330_TVRatings.pdf. Läst 3 oktober 2015.
4. ↑  ”Nielsen ratings”. USA Today (Gannett Company):  s. D3. 31 mars 1997. Arkiverad från originalet den 1 december 2017. https://web.archive.org/web/20171201043104/http://anythingkiss.com/pi_feedback_challenge/Ratings/19970331-19970427_TVRatings.pdf. Läst 3 oktober 2015.
5. ↑  ”Nielsen ratings”. USA Today (Gannett Company):  s. D3. 7 april 1997. Arkiverad från originalet den 1 december 2017. https://web.archive.org/web/20171201043104/http://anythingkiss.com/pi_feedback_challenge/Ratings/19970331-19970427_TVRatings.pdf. Läst 3 oktober 2015.
6. ↑  ”Nielsen ratings”. USA Today (Gannett Company):  s. D3. 14 april 1997. Arkiverad från originalet den 1 december 2017. https://web.archive.org/web/20171201043104/http://anythingkiss.com/pi_feedback_challenge/Ratings/19970331-19970427_TVRatings.pdf. Läst 3 oktober 2015.
7. ↑  ”Nielsen ratings”. USA Today (Gannett Company):  s. D3. 28 april 1997. Arkiverad från originalet den 16 december 2013. https://web.archive.org/web/20131216071935/http://anythingkiss.com/pi_feedback_challenge/Ratings/19970428-19970601_TVRatings.pdf. Läst 3 oktober 2015.
8. ↑  ”Nielsen ratings”. USA Today (Gannett Company):  s. D3. 5 maj 1997. Arkiverad från originalet den 16 december 2013. https://web.archive.org/web/20131216071935/http://anythingkiss.com/pi_feedback_challenge/Ratings/19970428-19970601_TVRatings.pdf. Läst 3 oktober 2015.
9. ↑  ”Nielsen ratings”. USA Today (Gannett Company):  s. D3. 12 maj 1997. Arkiverad från originalet den 16 december 2013. https://web.archive.org/web/20131216071935/http://anythingkiss.com/pi_feedback_challenge/Ratings/19970428-19970601_TVRatings.pdf. Läst 3 oktober 2015.
10. ↑  ”Episode List: Buffy the Vampire Slayer”. TV Tango. http://www.tvtango.com/series/buffy_the_vampire_slayer/episodes. Läst 17 maj 2015.
11. ↑  ”Nielsen ratings”. USA Today (Gannett Company):  s. D3. 6 juni 1997. Arkiverad från originalet den mars 3, 2016. https://web.archive.org/web/20160303234659/http://anythingkiss.com/pi_feedback_challenge/Ratings/19970602-19970629_TVRatings.pdf. Läst 3 oktober 2015.
12. ↑  ”Buffy the Vampire Slayer - Season 1” (på engelska). TV Shows on DVD. 15 januari 2002. Arkiverad från originalet den 19 oktober 2012. https://www.webcitation.org/6BWTXR3RP?url=http://www.tvshowsondvd.com/releases/Buffy-Vampire-Slayer-Season-1/415. Läst 16 februari 2017.